# Aufenthaltswahrscheinlichkeit

Wellenfunktion (in rot), Wahrscheinlichkeitsdichte (blau) und Aufenthaltswahrscheinlichkeit (grün) des zweiten angeregten Zustandes (n=2) eines eindimensionalen harmonischen Oszillators.
Die Wahrscheinlichkeit, ein Teilchen im Intervall A (grüner Bereich: −2<x<−1) zu finden, ist ungefähr 30 Prozent.

Die Aufenthaltswahrscheinlichkeit {\displaystyle P} kennzeichnet in der Quantenphysik die Wahrscheinlichkeit, mit der ein Teilchen in einem bestimmten Bereich des (Orts-)Raumes anzutreffen ist. Sie wird durch Integration der Wahrscheinlichkeitsdichte {\displaystyle \rho ({\vec {r}})} über diesen Bereich {\displaystyle A} bestimmt:
{\displaystyle P({\vec {r}}\in A)=\int _{A}\rho ({\vec {r}})\,{\rm {d^{3}}}{\vec {r}}}
Nach der Kopenhagener Deutung der Quantenmechanik errechnet sich die Wahrscheinlichkeitsdichte als Betragsquadrat aus der Wellenfunktion {\displaystyle \Psi }:
{\displaystyle \rho ({\vec {r}})=|\Psi ({\vec {r}})|^{2}=\Psi ^{*}({\vec {r}})\cdot \Psi ({\vec {r}})}
mit der komplex konjugierten Wellenfunktion {\displaystyle \Psi ^{*}}.
Integriert man die Wahrscheinlichkeitsdichte in Kugelkoordinaten über die Winkel und nicht zusätzlich über den Radius, so erhält man (unter Berücksichtigung der Jacobi-Determinante) die radiale Wahrscheinlichkeitsdichtefunktion.
Im Gegensatz zur Wellenfunktion selbst ist die Wahrscheinlichkeitsdichte der Beobachtung zugänglich.
Das Orbitalmodell des Atombaus stützt sich maßgeblich auf Aufenthaltswahrscheinlichkeiten: die Positionen der Elektronen (in diesem Fall als Quantenobjekte anzusehen) sind unbestimmt; es gibt lediglich Bereiche, in denen die Wahrscheinlichkeit größer ist, dort ein Elektron anzutreffen; dies sind die Orbitale.